# Verena Vonarburg
Verena Vonarburg (* 1967) ist eine Schweizer Journalistin und Polit- und Medienfachfrau. Sie arbeitet als Head of Public Affairs für den Medienkonzern Ringier.

## Herkunft und Karriere
Schon als Gymnasiastin war Vonarburg journalistisch tätig als freie Mitarbeiterin für eine Jugendsendung beim Berner Lokalradio Förderband. Nach dem Studium der Wirtschaftswissenschaften sowie der Geschichte, des Staats- und Völkerrechts und der Politikwissenschaften an der Universität Bern arbeitete sie von 1989 bis 1992 als Redaktorin und Moderatorin bei Radio Förderband. Ab 1993 machte sie ein Volontariat bei der News-Sendung 10vor10 von SRF. Von 1993 bis 1997 war sie Reporterin bei der Sendung 10vor10, anschliessend arbeitete sie vier Jahre als Bundeshauskorrespondentin von SRF.
Nach Stationen bei der Berner Zeitung und dem Tages-Anzeiger wechselte Vonarburg im August 2011 als Senior Consultant zur Agentur Furrerhugi.
Verena Vonarburg hat zwei erwachsene Töchter. Sie ist verheiratet mit Philipp Burkhardt.
2014 ernannte sie das Präsidium des Verlegerverbands Schweizer Medien (VSM) zur Direktorin. Nachdem das Medienhaus Ringier wegen unterschiedlicher Haltungen zur Werbeallianz Admeira aus dem VSM ausgetreten war, verliess Vonarburg den Verband ein paar Monate später ebenfalls.
Vonarburg wechselte auf März 2016 zu Ringier, wo sie als Head of Public Affairs die Beziehungen zur Politik der gesamten Ringier-Gruppe verantwortet. Sie ist in dieser Funktion auch Mitglied der Corporate Affairs Group des European Publishers Council.
2017 initiierte Vonarburg den ersten Schweizer Digitaltag von Digitalswitzerland, der unter dem Doppelpatronat von Bundesrätin Doris Leuthard und Bundesrat Johann Schneider-Ammann stattfand.
Vonarburg leitet bei Ringier seit 2022 das MediaLab, den internen Weiterbildungsbereich von Ringier Medien Schweiz.
2025 gründete Verena Vonarburg die Verena Vonarburg GmbH, die sich auf Beratung in den Bereichen Politik, Medien und künstliche Intelligenz spezialisiert hat.